# Israel National Trail
Der Israel National Trail (hebräisch שְׁבִיל יִשְׂרָאֵל Schvīl Jisraʾel), kurz INT, teilweise nur Israel Trail genannt, ist ein Fernwanderweg in Israel.

## Verlauf

### Allgemeines
Der INT erstreckt sich auf etwa tausend Kilometern zwischen Dan und Eilat. Nach mehreren Änderungen am Routenverlauf gibt die Gesellschaft für den Schutz der Natur in Israel (SPNI) seine Länge heute mit 1.100 Kilometern an. Im Juli 2015 wurde der komplette Trail für Google Street View vermessen und fotografiert.
Der INT verläuft nahezu ausschließlich innerhalb der Grünen Linie. Einzige Ausnahme ist das Gebiet von Latrun. Zwischen Jerusalem und Eilat gibt es mehrere Alternativrouten, mit denen sich die Gesamtstrecke auf etwa 820 km reduzieren lässt. Zudem lässt sich der Trail mit anderen Wanderrouten kombinieren und bis auf die Golanhöhen und den Chermon ausweiten. Wanderungen in diesem Gebiet sollten aus Sicherheitsgründen bei der SPNI angemeldet werden.
Der INT vermeidet auf seinem Verlauf weitgehend größere Ortschaften und Städte. Ausnahmen sind z. B. Netanja, wo der Trail entlang der Küstenpromenade verläuft, oder Tel Aviv mit dem Jarqon-Park. Interessante Städte wie Safed, Haifa oder Jerusalem können aber mit öffentlichen Verkehrsmitteln oder Extra-Trails (z. B. der ca. 40 km lange Jerusalem Trail; hebräisch שְׁבִיל יְרוּשָׁלַיִם Schvīl Jərūschalajim) erreicht und erkundet werden. Kleinere Ortschaften werden vom INT häufig durchquert oder gestreift, so dass die Versorgung mit Wasser und Lebensmitteln gesichert ist. Im Negev wird allerdings empfohlen, die Versorgung durch Taxidienste oder durch vorher angelegte Depots zu sichern.

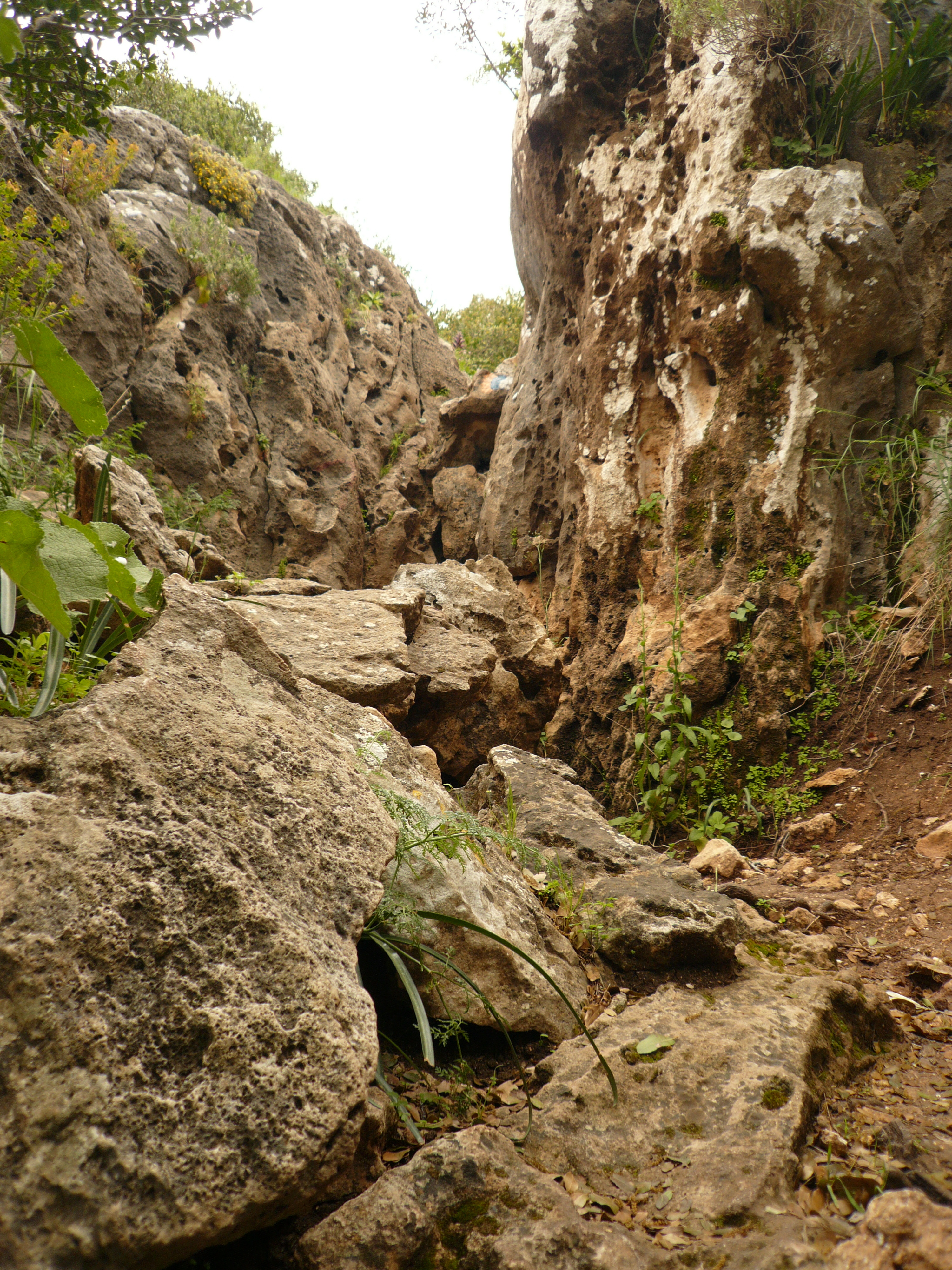
Kletterstelle im Karmel-Gebirge

Im Allgemeinen verläuft der Trail auf Pfaden von leichtem bis mittlerem Schwierigkeitsgrad. Allerdings gibt es zahlreiche Kletterstellen, an denen man die Hände zu Hilfe nehmen muss, vor allem im Negev, aber auch im Karmel oder am Nachal ʿAmmud. Steile Stellen sind meistens abgesichert. Im Negev sind bis zu acht Meter hohe Stahlleitern sowie Strickleitern aus Draht zu überwinden.
Als Laufrichtung für den Trail wird wegen der Temperaturen im Negev im Frühjahr Nord-Süd und im Herbst Süd-Nord empfohlen. Für die folgende Beschreibung wird die Südrichtung verwendet.

### Route
Von Kibbuz Dan aus verläuft der Trail westlich bis Qirjat Schmona, von dort auf der Höhe der Ramim-Berge (רֵכֶס רָמִים Reches Ramīm) nach Süden an Safed vorbei an den See Genezareth bei Tiberias. Weiter nach Westen über den Berg Tabor, an Nazareth vorüber und südöstlich von Haifa auf das Karmel-Gebirge. Entlang der Westflanke des Karmel geht es nach Süden bis Sichron Jaʿaqov und von dort nach Westen. Bei Dschisr az-Zarqa erreicht der Trail das Mittelmeer und verläuft in Küstennähe bis Tel Aviv. Über Ramla und Latrun verläuft er in östlicher Richtung bis durch die Jerusalemer Berge, westlicher Teil des Judäischen Bergland, zu den westlichen Jerusalemer Vororten, dann wieder südwestwärts bis Qirjat Gat. Von hier in südöstlicher Richtung durch das Hochland von Hebron, südlicher Teil des Judäischen Berglands nach Arad, und in den Negev an den Kratern Machtesch haGadol und Machtesch Ramon vorbei, am Rand der Arava-Senke entlang bis nach Eilat.

### Wegzeichen

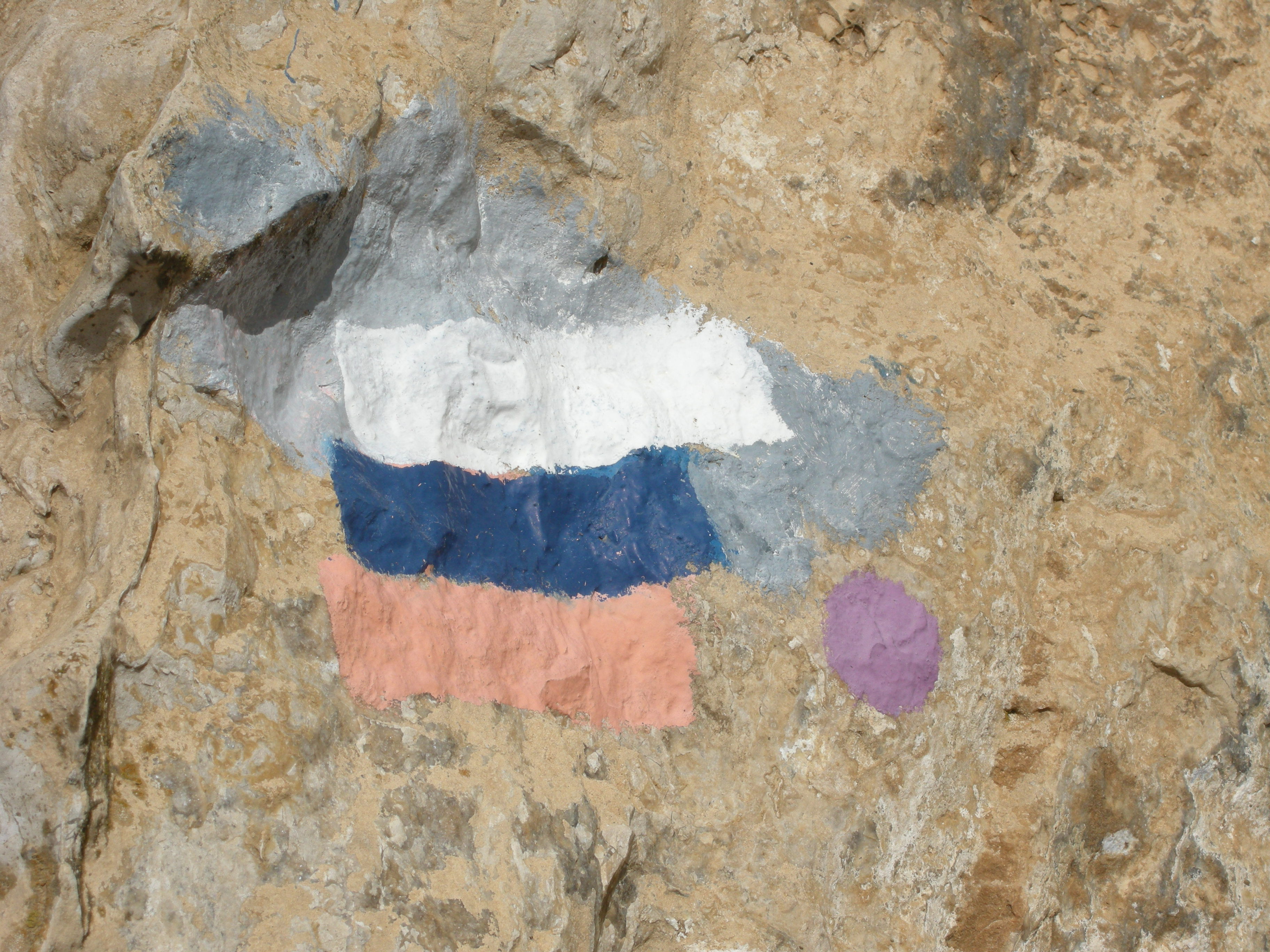
Wegzeichen des INT im TC-System

Die insgesamt über 10.000 km Wanderwege in Israel sind durch ein einheitliches Wegzeichensystem gekennzeichnet. Zwischen zwei senkrechten weißen Streifen ist eine Kennfarbe des Trails, als Kennfarben werden Rot, Blau, Grün, Purpur und Schwarz verwendet. Abzweigungen von den Wanderwegen, die nur zu nahe liegenden Sehenswürdigkeiten führen, sind nur mit den zwei weißen Streifen ohne Kennfarbe gekennzeichnet. Diese Abzweigungen sind grundsätzlich Sackgassen.
Der INT ist als einziger Wanderweg durch drei Streifen in Orange, Blau und Weiß markiert. Daher wird er auch als „TC“ (engl. für triple colored) bezeichnet. Im Idealfall sind die Streifen bei vertikaler Anordnung zueinander leicht in der Höhe abgesetzt, der nach oben überstehende Streifen zeigt dann die Hauptrichtung des Trails an. Für die Südrichtung steht der weiße Streifen nach unten über, für die Nordrichtung nach oben. Bei horizontaler Anordnung gibt sinngemäß der oben liegende Streifen die Hauptrichtung an. Die Wegzeichen sind in der Regel sehr gut und sichtbar platziert, so dass sie kaum zu verfehlen sind. Allerdings kann es in der Vegetationszeit im Frühjahr geschehen, dass sie von Pflanzen überwuchert sind. Gutes Kartenmaterial ist daher empfehlenswert. In Israel werden in Fachgeschäften topographische Wanderkarten angeboten, allerdings nur in hebräischer Schrift.
In den ersten Jahren wurde der INT nur mit zwei Farben, Blau und Orange, gekennzeichnet. Die Hauptrichtung des Trails war auch damals schon durch überstehende Streifen erkennbar, Blau für die Nordrichtung und Orange für die Südrichtung. Das Logo wurde damals aus zwei ineinander verschlungene Winkel in den beiden Farben dargestellt. Der Trail ist inzwischen nahezu vollständig im neuen TC-System gekennzeichnet, nur sehr vereinzelt kann man noch alte Wegzeichen entdecken. Das alte Logo ist dagegen noch öfter an den Informationstafeln entlang des Trails anzutreffen.

### Variante mit Bike: Israel National Bicycles Trail
Der Israel National Bicycles Trail (שְׁבִיל יִשְׂרָאֵל לְאוֹפַנַּיִם Schvīl Jisraʾel ləʾŌfannajīm, deutsch ‚Wanderweg Israels für Fahrräder‘) oder kurz „Israel Bike Trail“, als Abkürzung auch IBT, ist ein etwa 1.100 Kilometer langer Mountainbiketrail, der in 27 Einzeletappen quer durch Israel führt. Analog dem Israel National Trail will er sportlich orientierte Menschen dazu anregen, sich Israel ganz oder etappenweise mit dem Fahrrad in Nord-Süd- oder Süd-Nord-Richtung zu erschließen.
Der Israel Bike Trail ist als Fernradweg dabei nur an wenigen Streckenabschnitten mit dem Fernwanderweg „Israel National Trail“ identisch; er folgt aber oft der grundlegenden Route des INT parallel.

## Geschichte

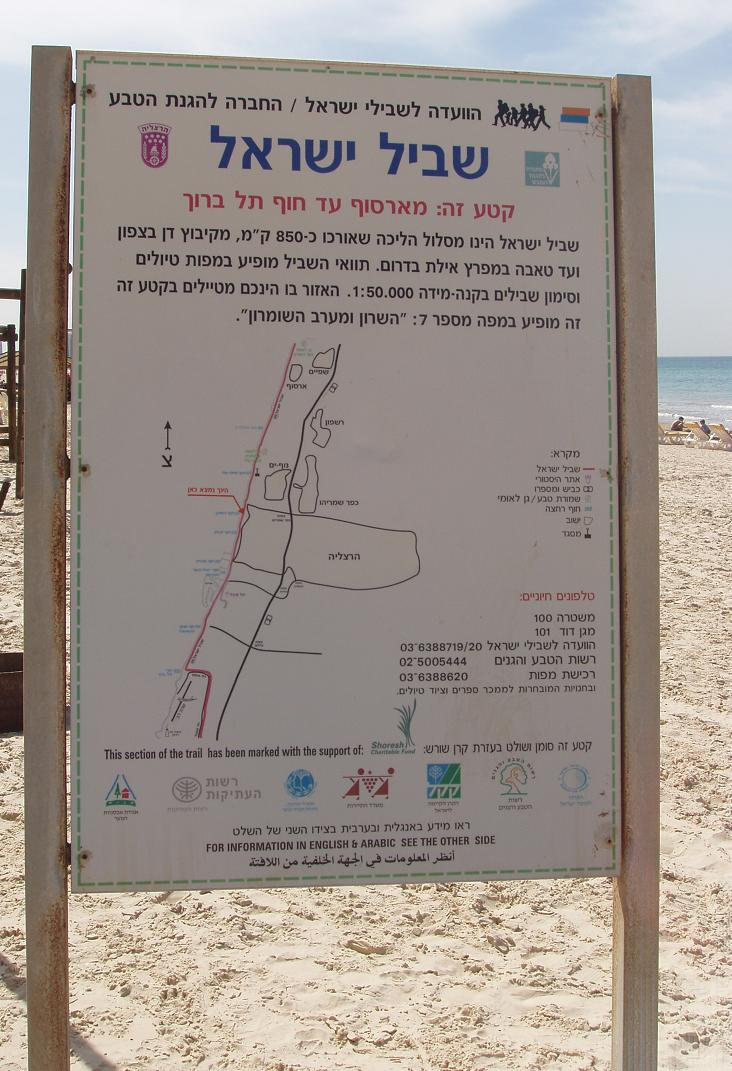
Infotafel des INT

Vorlage für den INT war der Appalachian Trail in den USA. Avraham Tamir (1907–1988), ein Journalist und Autor für Kinderliteratur, lief 1980 den Appalachian Trail und wurde dadurch von der Idee inspiriert, einen vergleichbaren Fernwanderweg in Israel einzurichten. Im Israel Trails Committee (ITC) und seinem Direktor, Ori Dvir (אוֹרִי דְּבִיר; 1931–2011), fand er tatkräftige Unterstützung. In mehrjähriger Arbeit wurden ab 1985 Fremdenführer, Wanderer, Naturschutzbeauftragte und Naturfreunde befragt und geeignete Routen aus einem großteils bereits bestehenden Wanderwegenetz recherchiert. Auf dieser Basis wurde der INT ausgearbeitet und ab 1991 angelegt. An Pessach 1995, fünfzehn Jahre nach der Idee, wurde der INT im Beisein des damaligen Staatspräsidenten Ezer Weizmann eröffnet.
Bereits im Jahr vor der offiziellen Einweihung war Jariv Jaʿari der erste Mensch, der den gesamten INT wanderte. Für die damals über 900 km lange Strecke benötigte er 21 Tage. Der INT erhielt über die Jahre immer mehr Zuspruch bei Wanderern. Besonders beliebt ist er bei jungen Israelis, die den gesamten Trail oft nach ihrer Militärzeit laufen.
Aufgrund des Ausbaus des Trans-Israel-Autobahn  sowie Sicherheitsrisiken entlang der Grünen Linie wurde 2003 ein Teil des INT innerhalb der Scharonebene an die Mittelmeerküste verlegt. Dadurch verlängerte sich die gesamte Traillänge auf die heutige Strecke von ca. 1009 km.
Den Rekord (für die alte Route von ca. 960 Kilometern) hält der israelische Abenteuerläufer Carlos Goldberg aus Ramot Naftali. Goldberg lief den Israel National Trail im September 2007 von Nord nach Süd in 12 Tagen, 13 Stunden und 37 Minuten.
Betreut wird der INT vom Israel Trails Committee (ITC; הַוַּעֲדָה לִשְׁבִילֵי יִשְׂרָאֵל HaWaʿadah liSchvīlej Jisraʾel, deutsch ‚Ausschuss für Wanderwege Israels‘), einer Abteilung des SPNI, die ein Gesamtnetz von über 10.000 km Wanderwegen in Israel unterhält.
Am 15. Oktober 2019 gab die Gesellschaft für Naturschutz eine Veränderung der Route bekannt. Sie führt von Arad in der Judäischen Wüste bis zum Krater Machtesch Ramon. Die Veränderung hatte das Ziel, die Judäische Wüste, das Tote Meer und Masada in die Route des Pfades aufzunehmen. Die Israel National Trail verlängert sich dadurch um 50 Kilometer.

## Sehenswürdigkeiten
Entlang des INT gibt es eine Vielzahl kultureller, geologischer, botanischer, historischer und archäologischer Sehenswürdigkeiten. Oft verläuft der Trail durch Nationalparks, die teilweise eintrittspflichtig sind. Eine Umgehung dieser Parks ist immer möglich, die Umgehungspfade sind aber nicht immer mit Wegzeichen markiert.
Eine Auswahl von Sehenswürdigkeiten sind: Tel Dan, Berg Tabor, Caesarea Maritima, Latrun, Kennedy Memorial, Tel Arad, Machtesch Ramon, ...

## Sicherheit
Eine der Hauptfragen zum Israel National Trail und generell zum Wandern in Israel gilt der Sicherheit. Die Israel-Trail-Plattform israel-trail.com kommt in mehr als 21 Interviews mit Israel-Trail-Wanderern zu dem Schluss, dass Israel für Wanderer im Allgemeinen ein sehr sicheres Reiseland sei. Eine hohe Sicherheit sei demnach auch für alleinreisende bzw. allein wandernde Frauen gegeben. Weitere umfassende und aktuelle Sicherheitshinweise für Israelabenteurer gibt das Outdoorportal israelabenteurer.de.

## Bildergalerie

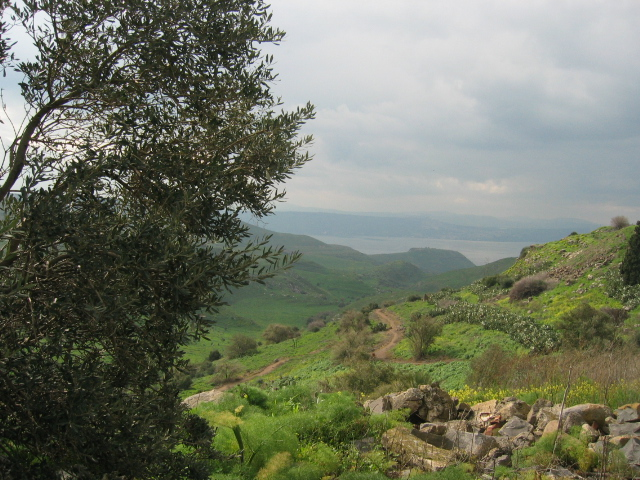
Golanhöhen
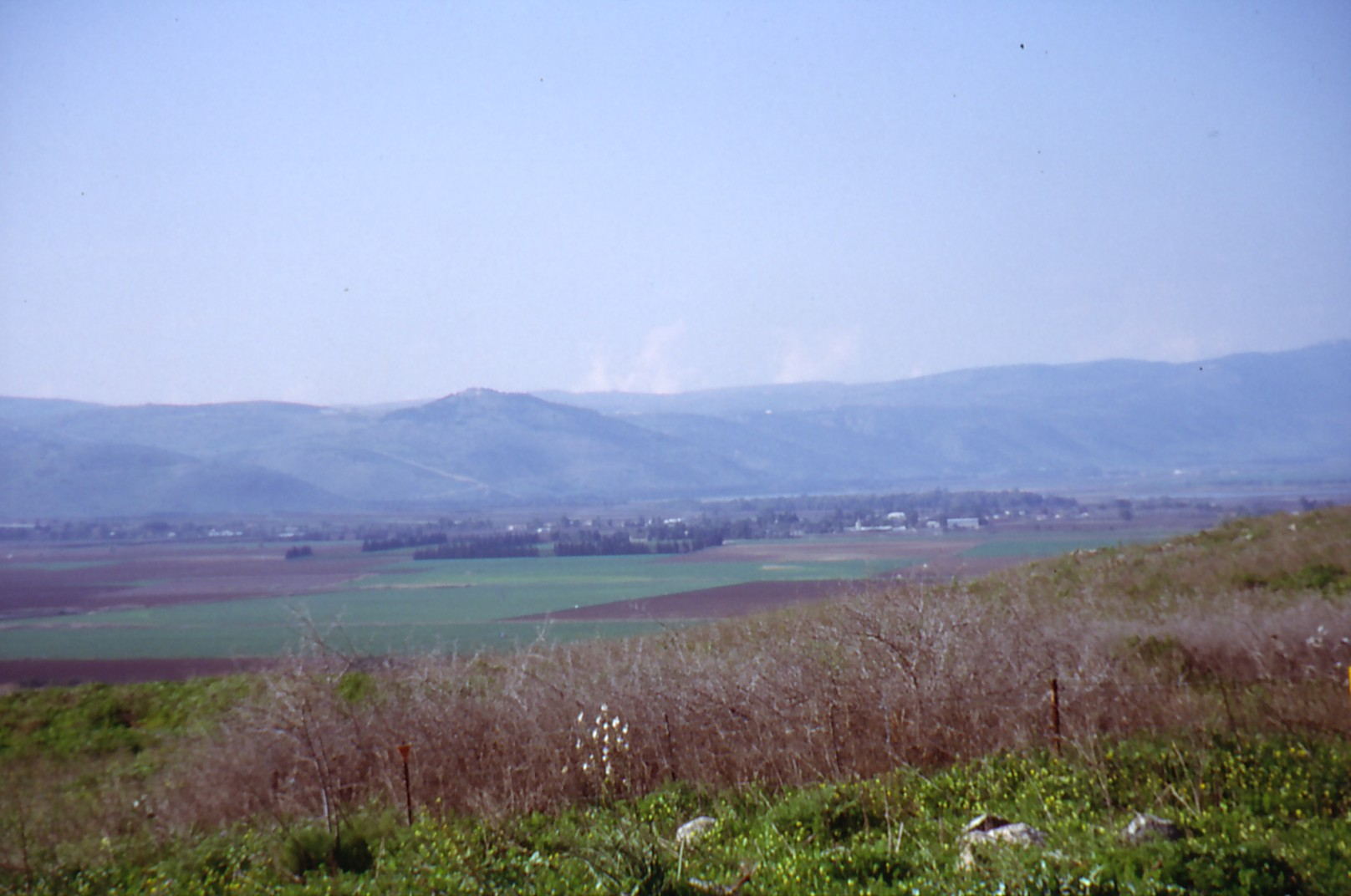
Chulaebene
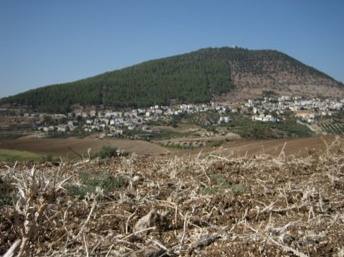
Berg Tabor in Galiläa
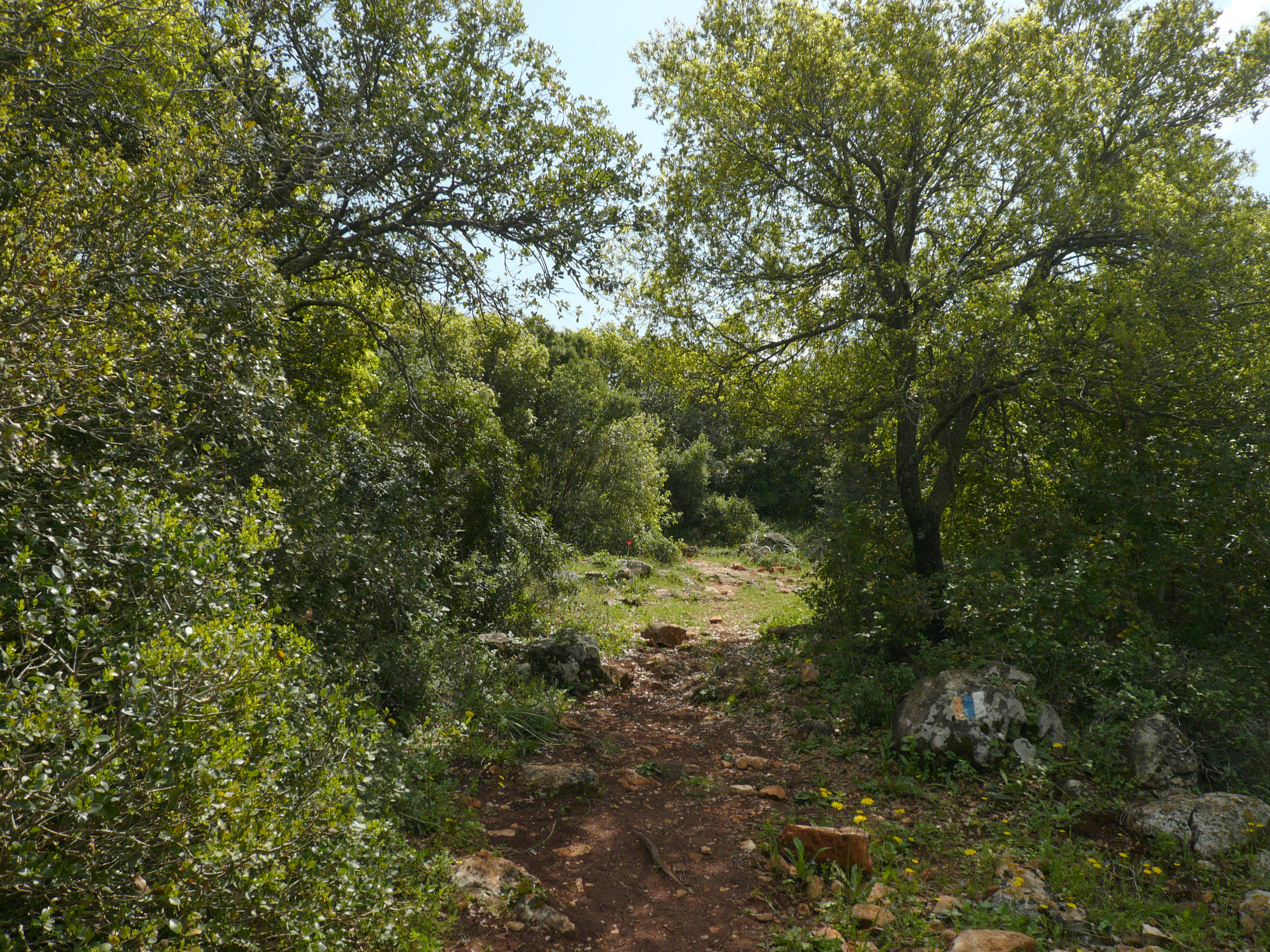
Östlich von Nazareth
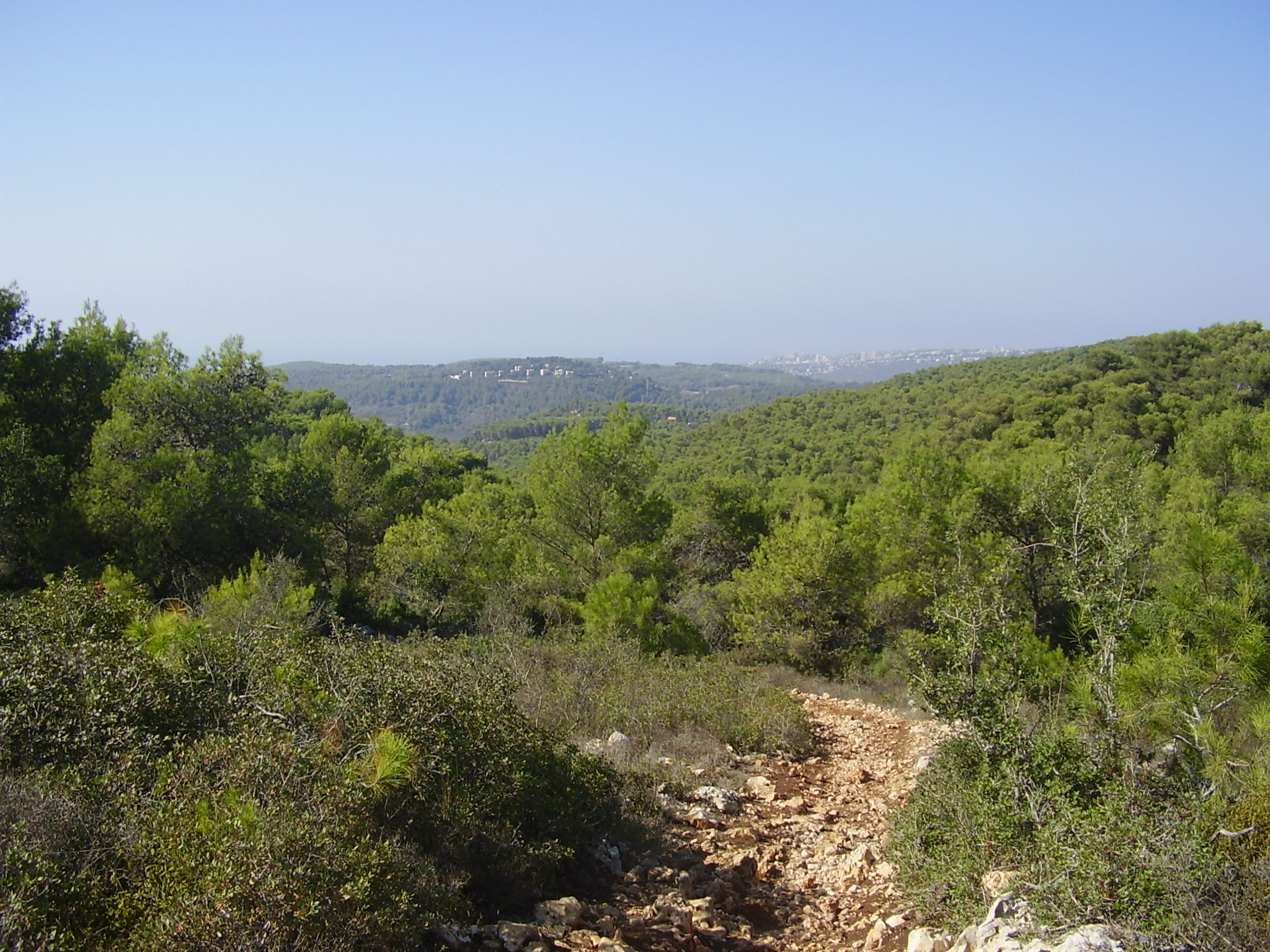
Karmel
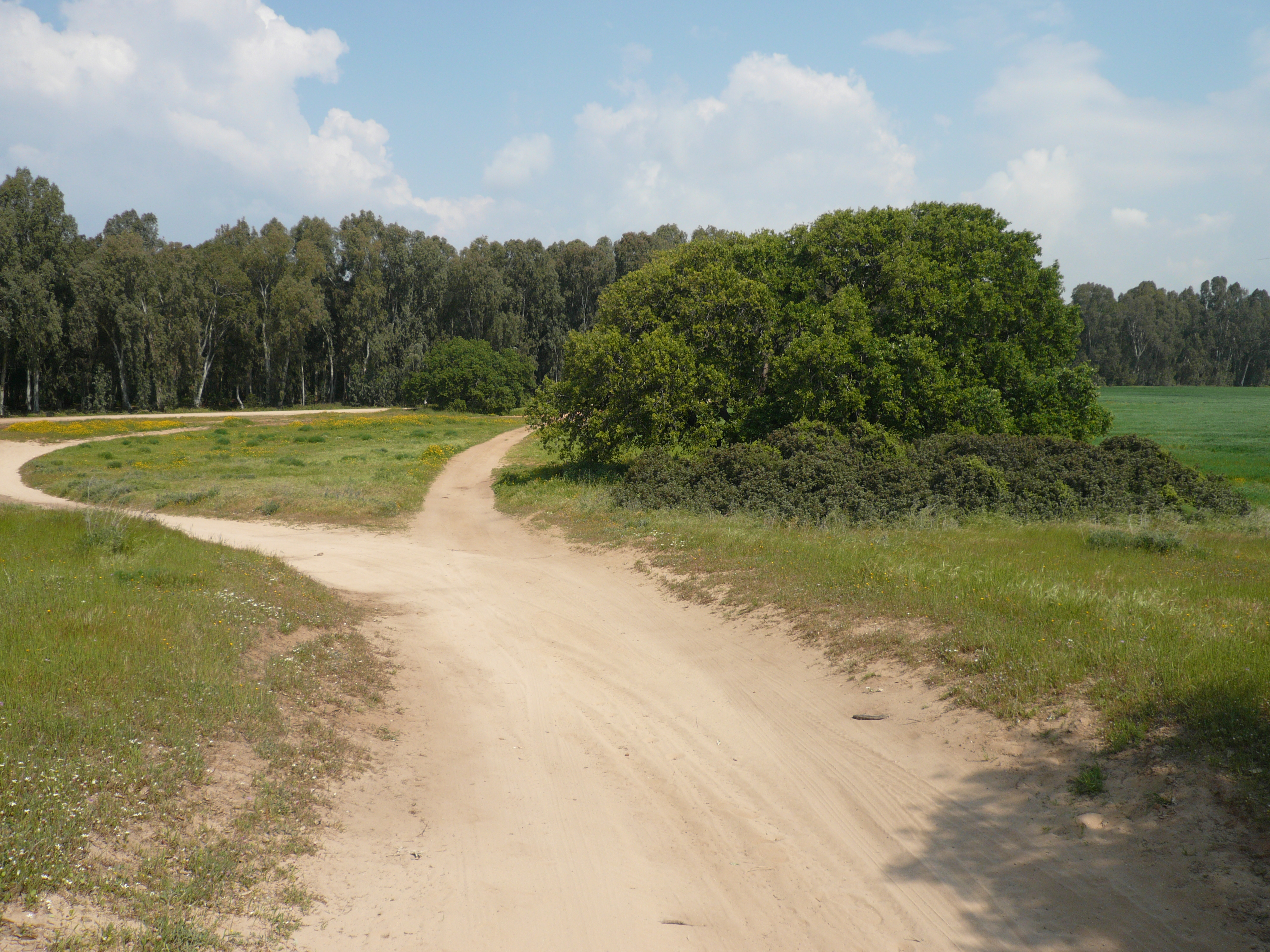
Südlich von Chadera
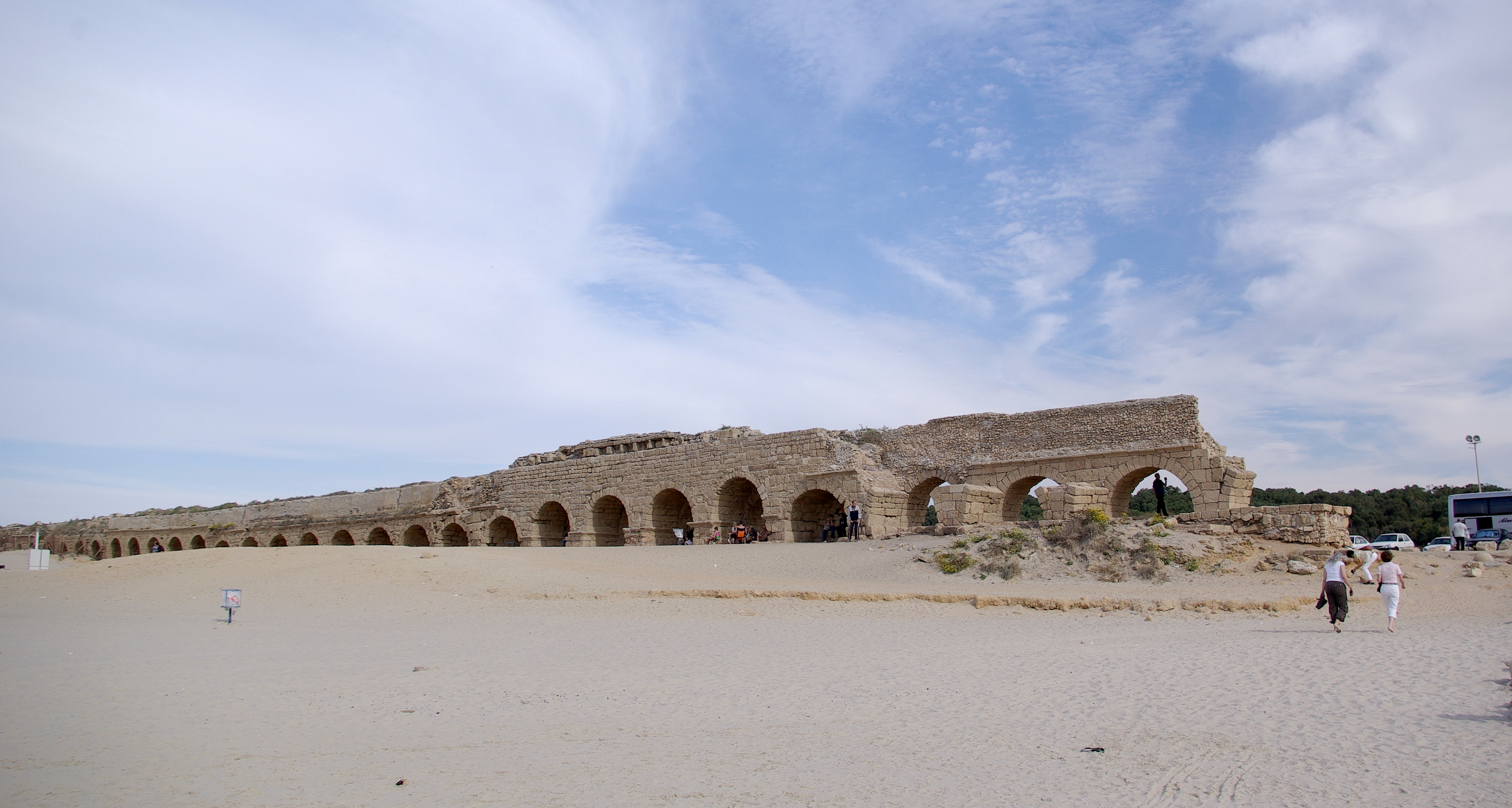
Aquädukt bei Caesarea
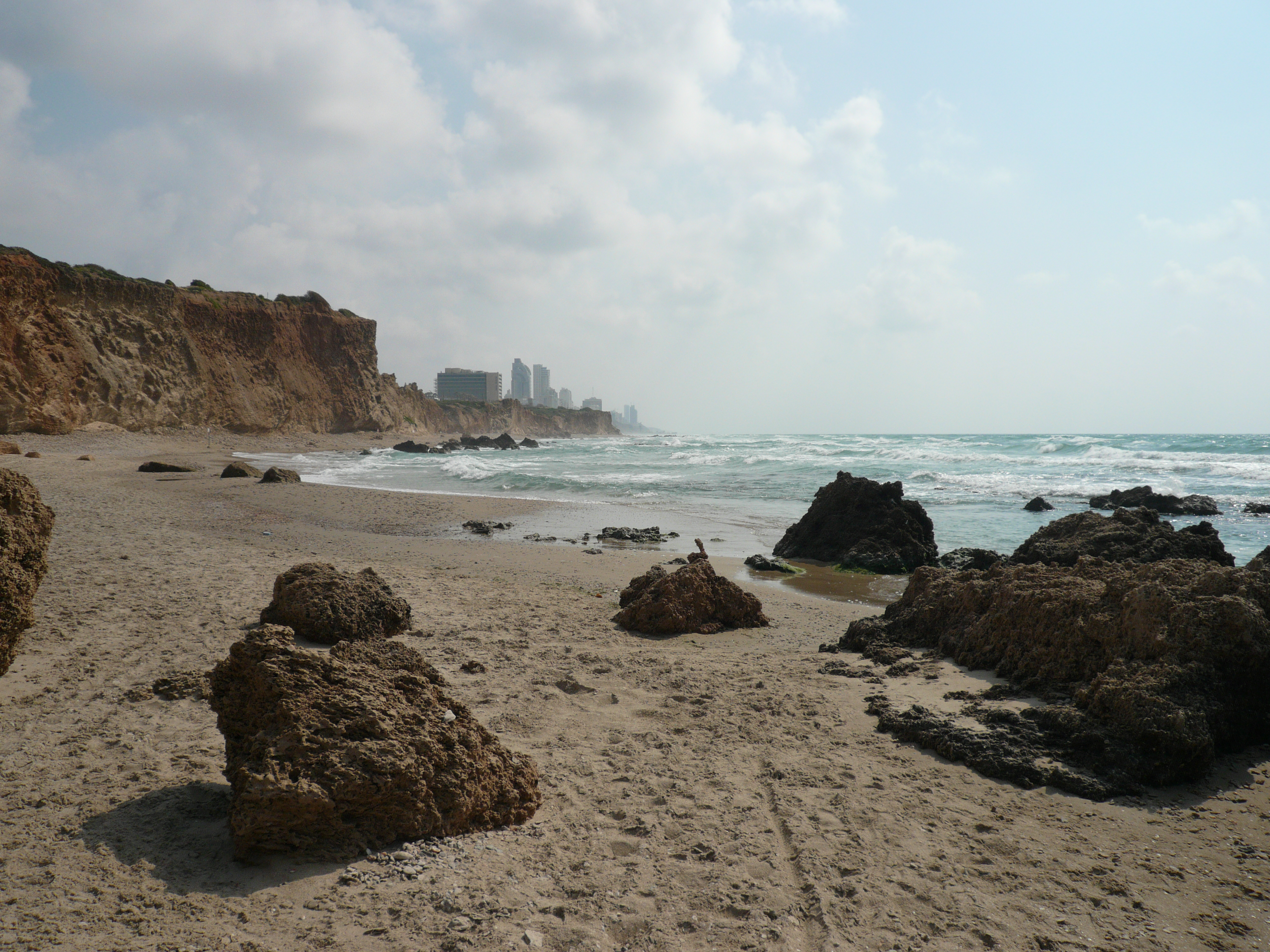
Entlang des Strands nördlich von Netanja
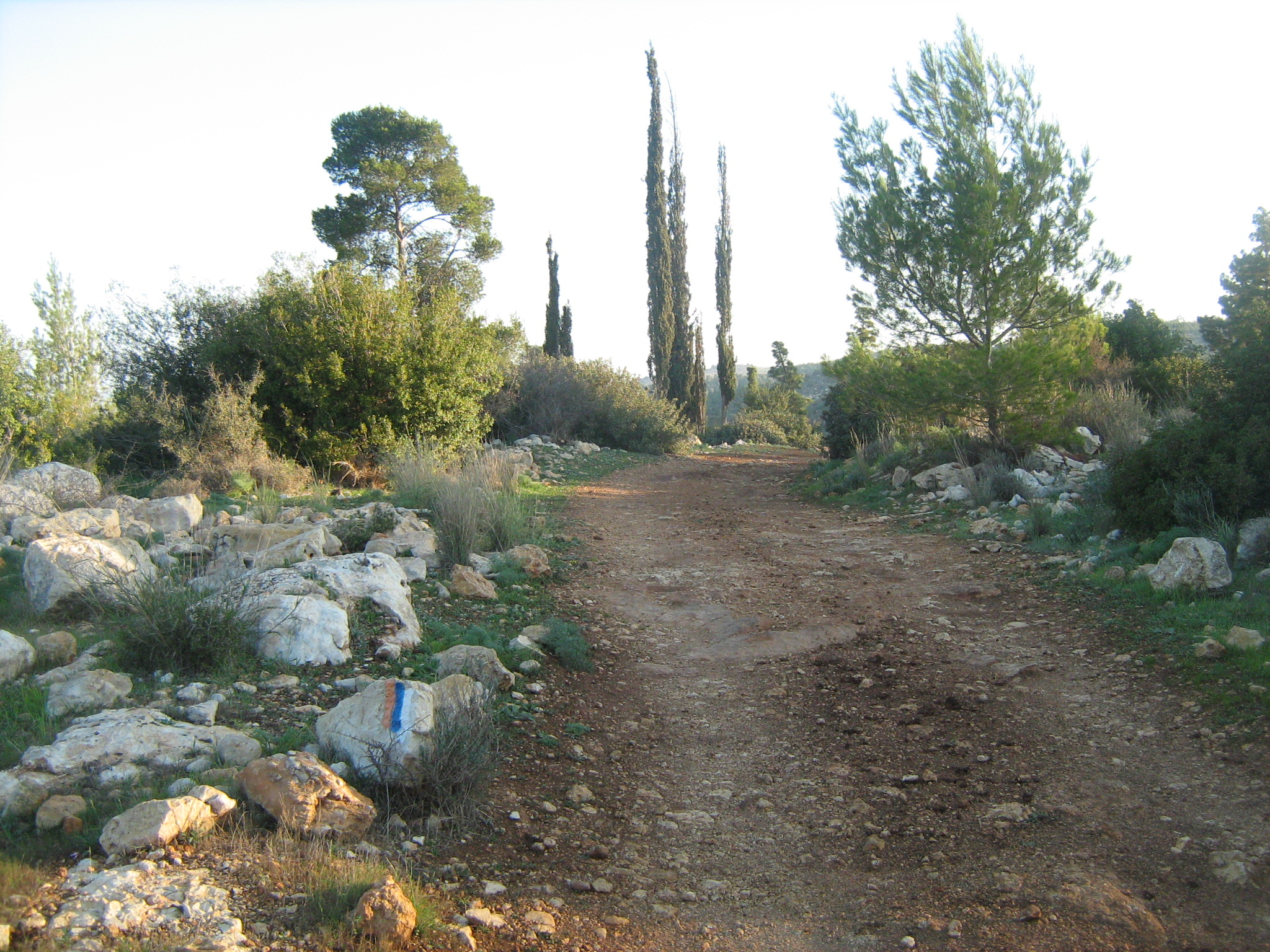
Burma Road bei Latrun
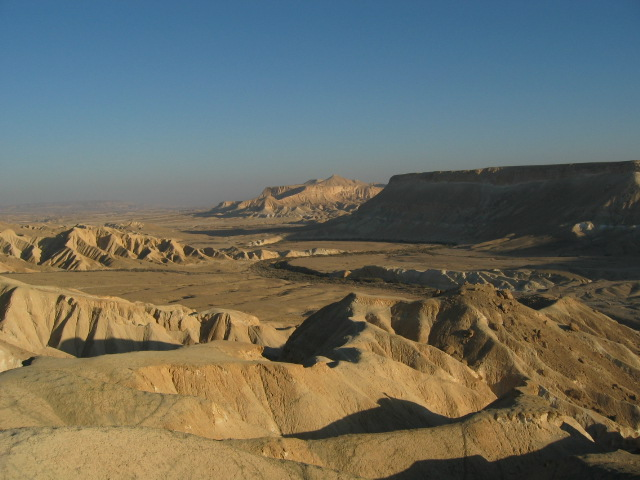
Wüste Negev
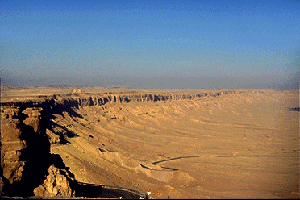
Machtesch Ramon
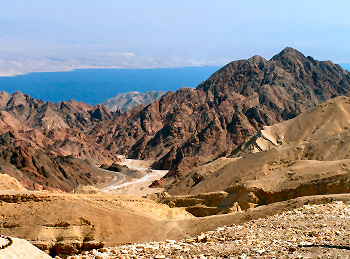
Berge und Bucht bei Eilat